# Tour de Abu Dhabi 2015
La 1.ª edición de la competencia de ciclismo masculino en ruta Tour de Abu Dhabi se disputó entre el 8 y el 11 de octubre de 2015 en la ciudad capital de Abu Dabi.
El recorrido contó con 4 etapas totalizando 555 km y la carrera integra el calendario del UCI Asia Tour 2015 dentro de la categoría 2.1.
La victoria fue para el corredor colombiano Esteban Chaves (Orica GreenEDGE) quien superó a Fabio Aru (Astana) y Wouter Poels (Team Sky).

## Equipos participantes
Participaron 18 equipos: 10 de categoría UCI ProTeam, 5 de categoría Profesional Continental, 2 de categoría Continental y 1 selección nacional. Formando así un pelotón de 108 ciclistas (6 corredores por equipo).
| WorldTeams (10)- BMC Racing Team - Etixx-Quick Step - Tinkoff-Saxo - Giant-Alpecin - Orica-GreenEDGE - Sky - Astana - Movistar Team - Katusha - Lampre-Merida Equipos continentales profesionales (5)- Drapac - Colombia - Bora-Argon 18 - MTN-Qhubeka - UnitedHealthcare Equipos continentales (2)- Wiggins - Skydive Dubai-Al Ahli Club Equipo nacional- Emiratos Árabes Unidos |
| |

## Desarrollo de la carrera
| Etapa     | Fecha     | Recorrido                     | type                   | Distancia (km) | Ganador         | Líder           |
| --------- | --------- | ----------------------------- | ---------------------- | -------------- | --------------- | --------------- |
| 1.ª etapa | 8 de oct  | Qasr Al Sarab – Madinat Zayed | etapa llana            | 159,5          | Andrea Guardini | Andrea Guardini |
| 2.ª etapa | 9 de oct  | Abu Dhabi – Abu Dhabi         | etapa llana            | 130            | Elia Viviani    | Elia Viviani    |
| 3.ª etapa | 10 de oct | Al Ain – Jabal Hafit          | etapa de media montaña | 140            | Esteban Chaves  | Esteban Chaves  |
| 4.ª etapa | 11 de oct | Yas Marina – Yas Marina       | etapa llana            | 110            | Elia Viviani    | Esteban Chaves  |

## Etapas

### 1. etapa
| Qasr Al Sarab - Madinat Zayed | etapa llana | (159,5 km) |

| \| Clasificación de la etapa \| Clasificación de la etapa \| Clasificación de la etapa \| Clasificación de la etapa \| Clasificación de la etapa \| \| Ciclista \| Ciclista \| Equipo \| Tiempo \| \| \| ------------------------- \| ------------------------- \| -------------------------- \| ------------------------- \| ------------------------- \| \| 1.º \| Andrea Guardini \| Astana \| 4 h 21 min 11 s \| \| \| 2.º \| Tom Boonen \| Etixx-Quick Step \| + 0 s \| \| \| 3.º \| Daniele Bennati \| Tinkoff-Saxo \| + 0 s \| \| \| 4.º \| Andrea Palini \| Skydive Dubai-Al Ahli Club \| + 0 s \| \| \| 5.º \| Marco Canola \| UnitedHealthcare \| + 0 s \| \| |                 |                            |                 |
| |                 |                            |                 |
| |                 |                            |                 |
| Clasificación de la etapa |                 |                            |                 |
| Ciclista | Ciclista        | Equipo                     | Tiempo          |
| 1.º | Andrea Guardini | Astana                     | 4 h 21 min 11 s |
| 2.º | Tom Boonen      | Etixx-Quick Step           | + 0 s           |
| 3.º | Daniele Bennati | Tinkoff-Saxo               | + 0 s           |
| 4.º | Andrea Palini   | Skydive Dubai-Al Ahli Club | + 0 s           |
| 5.º | Marco Canola    | UnitedHealthcare           | + 0 s           |

| \| Clasificación general \| Clasificación general \| Clasificación general \| Clasificación general \| Clasificación general \| \| Ciclista \| Ciclista \| Equipo \| Tiempo \| \| \| --------------------- \| --------------------- \| -------------------------- \| --------------------- \| --------------------- \| \| 1.º \| Andrea Guardini \| Astana \| 4 h 21 min 11 s \| \| \| 2.º \| Tom Boonen \| Etixx-Quick Step \| + 0 s \| \| \| 3.º \| Daniele Bennati \| Tinkoff-Saxo \| + 0 s \| \| \| 4.º \| Andrea Palini \| Skydive Dubai-Al Ahli Club \| + 0 s \| \| \| 5.º \| Marco Canola \| UnitedHealthcare \| + 0 s \| \| |                 |                            |                 |
| |                 |                            |                 |
| |                 |                            |                 |
| Clasificación general |                 |                            |                 |
| Ciclista | Ciclista        | Equipo                     | Tiempo          |
| 1.º | Andrea Guardini | Astana                     | 4 h 21 min 11 s |
| 2.º | Tom Boonen      | Etixx-Quick Step           | + 0 s           |
| 3.º | Daniele Bennati | Tinkoff-Saxo               | + 0 s           |
| 4.º | Andrea Palini   | Skydive Dubai-Al Ahli Club | + 0 s           |
| 5.º | Marco Canola    | UnitedHealthcare           | + 0 s           |

### 2. etapa
| Abu Dhabi - Abu Dhabi | etapa llana | (130 km) |

| \| Clasificación de la etapa \| Clasificación de la etapa \| Clasificación de la etapa \| Clasificación de la etapa \| Clasificación de la etapa \| \| Ciclista \| Ciclista \| Equipo \| Tiempo \| \| \| ------------------------- \| ------------------------- \| ------------------------- \| ------------------------- \| ------------------------- \| \| 1.º \| Elia Viviani \| Team Sky \| 3 h 02 min 07 s \| \| \| 2.º \| Peter Sagan \| Tinkoff-Saxo \| + 0 s \| \| \| 3.º \| Fabio Sabatini \| Etixx-Quick Step \| + 0 s \| \| \| 4.º \| Luka Mezgec \| Giant-Alpecin \| + 0 s \| \| \| 5.º \| Łukasz Wiśniowski \| Etixx-Quick Step \| + 0 s \| \| |                   |                  |                 |
| |                   |                  |                 |
| |                   |                  |                 |
| Clasificación de la etapa |                   |                  |                 |
| Ciclista | Ciclista          | Equipo           | Tiempo          |
| 1.º | Elia Viviani      | Team Sky         | 3 h 02 min 07 s |
| 2.º | Peter Sagan       | Tinkoff-Saxo     | + 0 s           |
| 3.º | Fabio Sabatini    | Etixx-Quick Step | + 0 s           |
| 4.º | Luka Mezgec       | Giant-Alpecin    | + 0 s           |
| 5.º | Łukasz Wiśniowski | Etixx-Quick Step | + 0 s           |

| \| Clasificación general \| Clasificación general \| Clasificación general \| Clasificación general \| Clasificación general \| \| Ciclista \| Ciclista \| Equipo \| Tiempo \| \| \| --------------------- \| --------------------- \| --------------------- \| --------------------- \| --------------------- \| \| 1.º \| Elia Viviani \| Team Sky \| 7 h 23 min 08 s \| \| \| 2.º \| Andrea Guardini \| Astana \| + 0 s \| \| \| 3.º \| Peter Sagan \| Tinkoff-Saxo \| + 4 s \| \| \| 4.º \| Alessandro Bazzana \| UnitedHealthcare \| + 4 s \| \| \| 5.º \| Daniele Bennati \| Tinkoff-Saxo \| + 6 s \| \| |                    |                  |                 |
| |                    |                  |                 |
| |                    |                  |                 |
| Clasificación general |                    |                  |                 |
| Ciclista | Ciclista           | Equipo           | Tiempo          |
| 1.º | Elia Viviani       | Team Sky         | 7 h 23 min 08 s |
| 2.º | Andrea Guardini    | Astana           | + 0 s           |
| 3.º | Peter Sagan        | Tinkoff-Saxo     | + 4 s           |
| 4.º | Alessandro Bazzana | UnitedHealthcare | + 4 s           |
| 5.º | Daniele Bennati    | Tinkoff-Saxo     | + 6 s           |

### 3. etapa
| Al Ain - Jabal Hafit | etapa de media montaña | (140 km) |

| \| Clasificación de la etapa \| Clasificación de la etapa \| Clasificación de la etapa \| Clasificación de la etapa \| Clasificación de la etapa \| \| Ciclista \| Ciclista \| Equipo \| Tiempo \| \| \| ------------------------- \| ------------------------- \| ------------------------- \| ------------------------- \| ------------------------- \| \| 1.º \| Esteban Chaves \| Orica-GreenEDGE \| 3 h 28 min 04 s \| \| \| 2.º \| Fabio Aru \| Astana \| + 12 s \| \| \| 3.º \| Wout Poels \| Team Sky \| + 21 s \| \| \| 4.º \| Diego Ulissi \| Lampre-Merida \| + 31 s \| \| \| 5.º \| Janez Brajkovič \| UnitedHealthcare \| + 31 s \| \| |                 |                  |                 |
| |                 |                  |                 |
| |                 |                  |                 |
| Clasificación de la etapa |                 |                  |                 |
| Ciclista | Ciclista        | Equipo           | Tiempo          |
| 1.º | Esteban Chaves  | Orica-GreenEDGE  | 3 h 28 min 04 s |
| 2.º | Fabio Aru       | Astana           | + 12 s          |
| 3.º | Wout Poels      | Team Sky         | + 21 s          |
| 4.º | Diego Ulissi    | Lampre-Merida    | + 31 s          |
| 5.º | Janez Brajkovič | UnitedHealthcare | + 31 s          |

| \| Clasificación general \| Clasificación general \| Clasificación general \| Clasificación general \| Clasificación general \| \| Ciclista \| Ciclista \| Equipo \| Tiempo \| \| \| --------------------- \| --------------------- \| --------------------- \| --------------------- \| --------------------- \| \| 1.º \| Esteban Chaves \| Orica-GreenEDGE \| 10 h 51 min 12 s \| \| \| 2.º \| Fabio Aru \| Astana \| + 16 s \| \| \| 3.º \| Wout Poels \| Team Sky \| + 27 s \| \| \| 4.º \| Janez Brajkovič \| UnitedHealthcare \| + 41 s \| \| \| 5.º \| Diego Ulissi \| Lampre-Merida \| + 41 s \| \| |                 |                  |                  |
| |                 |                  |                  |
| |                 |                  |                  |
| Clasificación general |                 |                  |                  |
| Ciclista | Ciclista        | Equipo           | Tiempo           |
| 1.º | Esteban Chaves  | Orica-GreenEDGE  | 10 h 51 min 12 s |
| 2.º | Fabio Aru       | Astana           | + 16 s           |
| 3.º | Wout Poels      | Team Sky         | + 27 s           |
| 4.º | Janez Brajkovič | UnitedHealthcare | + 41 s           |
| 5.º | Diego Ulissi    | Lampre-Merida    | + 41 s           |

### 4. etapa
| Yas Marina - Yas Marina | etapa llana | (110 km) |

| \| Clasificación de la etapa \| Clasificación de la etapa \| Clasificación de la etapa \| Clasificación de la etapa \| Clasificación de la etapa \| \| Ciclista \| Ciclista \| Equipo \| Tiempo \| \| \| ------------------------- \| ------------------------- \| ------------------------- \| ------------------------- \| ------------------------- \| \| 1.º \| Elia Viviani \| Team Sky \| 2 h 22 min 43 s \| \| \| 2.º \| Peter Sagan \| Tinkoff-Saxo \| + 0 s \| \| \| 3.º \| Andrea Guardini \| Astana \| + 0 s \| \| \| 4.º \| Daniel Oss \| BMC Racing Team \| + 0 s \| \| \| 5.º \| Marco Canola \| UnitedHealthcare \| + 0 s \| \| |                 |                  |                 |
| |                 |                  |                 |
| |                 |                  |                 |
| Clasificación de la etapa |                 |                  |                 |
| Ciclista | Ciclista        | Equipo           | Tiempo          |
| 1.º | Elia Viviani    | Team Sky         | 2 h 22 min 43 s |
| 2.º | Peter Sagan     | Tinkoff-Saxo     | + 0 s           |
| 3.º | Andrea Guardini | Astana           | + 0 s           |
| 4.º | Daniel Oss      | BMC Racing Team  | + 0 s           |
| 5.º | Marco Canola    | UnitedHealthcare | + 0 s           |

| \| Clasificación general \| Clasificación general \| Clasificación general \| Clasificación general \| Clasificación general \| \| Ciclista \| Ciclista \| Equipo \| Tiempo \| \| \| --------------------- \| --------------------- \| --------------------- \| --------------------- \| --------------------- \| \| 1.º \| Esteban Chaves \| Orica-GreenEDGE \| 13 h 13 min 55 s \| \| \| 2.º \| Fabio Aru \| Astana \| + 16 s \| \| \| 3.º \| Wout Poels \| Team Sky \| + 27 s \| \| \| 4.º \| Janez Brajkovič \| UnitedHealthcare \| + 41 s \| \| \| 5.º \| Diego Ulissi \| Lampre-Merida \| + 41 s \| \| |                 |                  |                  |
| |                 |                  |                  |
| |                 |                  |                  |
| Clasificación general |                 |                  |                  |
| Ciclista | Ciclista        | Equipo           | Tiempo           |
| 1.º | Esteban Chaves  | Orica-GreenEDGE  | 13 h 13 min 55 s |
| 2.º | Fabio Aru       | Astana           | + 16 s           |
| 3.º | Wout Poels      | Team Sky         | + 27 s           |
| 4.º | Janez Brajkovič | UnitedHealthcare | + 41 s           |
| 5.º | Diego Ulissi    | Lampre-Merida    | + 41 s           |

## Clasificaciones finales

### Clasificación general
| \| Clasificación general \| Clasificación general \| Clasificación general \| Clasificación general \| Clasificación general \| \| Ciclista \| Ciclista \| Equipo \| Tiempo \| \| \| --------------------- \| --------------------- \| --------------------- \| --------------------- \| --------------------- \| \| 1.º \| Esteban Chaves \| Orica-GreenEDGE \| 13 h 13 min 55 s \| \| \| 2.º \| Fabio Aru \| Astana \| + 16 s \| \| \| 3.º \| Wout Poels \| Team Sky \| + 27 s \| \| \| 4.º \| Janez Brajkovič \| UnitedHealthcare \| + 41 s \| \| \| 5.º \| Diego Ulissi \| Lampre-Merida \| + 41 s \| \| \| 6.º \| Gianluca Brambilla \| Etixx-Quick Step \| + 1 min 23 s \| \| \| 7.º \| Alejandro Valverde \| Movistar Team \| + 1 min 29 s \| \| \| 8.º \| Leopold König \| Team Sky \| + 1 min 29 s \| \| \| 9.º \| Vincenzo Nibali \| Astana \| + 1 min 29 s \| \| \| 10.º \| Patrick Konrad \| Bora-Argon 18 \| + 1 min 40 s \| \| |                    |                  |                  |
| |                    |                  |                  |
| Fuente: ProCyclingStats |                    |                  |                  |
| Clasificación general |                    |                  |                  |
| Ciclista | Ciclista           | Equipo           | Tiempo           |
| 1.º | Esteban Chaves     | Orica-GreenEDGE  | 13 h 13 min 55 s |
| 2.º | Fabio Aru          | Astana           | + 16 s           |
| 3.º | Wout Poels         | Team Sky         | + 27 s           |
| 4.º | Janez Brajkovič    | UnitedHealthcare | + 41 s           |
| 5.º | Diego Ulissi       | Lampre-Merida    | + 41 s           |
| 6.º | Gianluca Brambilla | Etixx-Quick Step | + 1 min 23 s     |
| 7.º | Alejandro Valverde | Movistar Team    | + 1 min 29 s     |
| 8.º | Leopold König      | Team Sky         | + 1 min 29 s     |
| 9.º | Vincenzo Nibali    | Astana           | + 1 min 29 s     |
| 10.º | Patrick Konrad     | Bora-Argon 18    | + 1 min 40 s     |

### Clasificación por puntos
| Clasificación por puntos | Clasificación por puntos | Clasificación por puntos | Clasificación por puntos | Clasificación por puntos |
| Ciclista                 | Ciclista                 | Equipo                   | Puntos                   |                          |
| ------------------------ | ------------------------ | ------------------------ | ------------------------ | ------------------------ |
| 1.º                      | Elia Viviani             | Team Sky                 | 49 pts                   |                          |
| 2.º                      | Andrea Guardini          | Astana                   | 35 pts                   |                          |
| 3.º                      | Peter Sagan              | Tinkoff-Saxo             | 32 pts                   |                          |
| 4.º                      | Alessandro Bazzana       | UnitedHealthcare         | 29 pts                   |                          |
| 5.º                      | Gianluca Brambilla       | Etixx-Quick Step         | 21 pts                   |                          |

### Clasificación de los jóvenes (Sub-23)
| Clasificación del mejor joven | Clasificación del mejor joven | Clasificación del mejor joven | Clasificación del mejor joven | Clasificación del mejor joven |
| Ciclista                      | Ciclista                      | Equipo                        | Tiempo                        |                               |
| ----------------------------- | ----------------------------- | ----------------------------- | ----------------------------- | ----------------------------- |
| 1.º                           | Esteban Chaves                | Orica-GreenEDGE               | 13 h 13 min 55 s              |                               |
| 2.º                           | Fabio Aru                     | Astana                        | + 16 s                        |                               |
| 3.º                           | Patrick Konrad                | Bora-Argon 18                 | + 1 min 40 s                  |                               |
| 4.º                           | Brendan Canty                 | Drapac Professional Cycling   | + 2 min 27 s                  |                               |
| 5.º                           | Carlos Verona                 | Etixx-Quick Step              | + 2 min 51 s                  |                               |

### Clasificación de las metas volantes
| Clasificación de las metas volantes | Clasificación de las metas volantes | Clasificación de las metas volantes | Clasificación de las metas volantes | Clasificación de las metas volantes |
| Ciclista                            | Ciclista                            | Equipo                              | Puntos                              |                                     |
| ----------------------------------- | ----------------------------------- | ----------------------------------- | ----------------------------------- | ----------------------------------- |
| 1.º                                 | Alessandro Bazzana                  | UnitedHealthcare                    | 29 pts                              |                                     |
| 2.º                                 | Alexéi Lutsenko                     | Astana                              | 18 pts                              |                                     |
| 3.º                                 | Gianluca Brambilla                  | Etixx-Quick Step                    | 16 pts                              |                                     |

## Evolución de las clasificaciones
| Etapa (Vencedor)             | Clasificación general | Clasificación por puntos | Clasificación de los jóvenes | Clasificación de las metas volantes |
| ---------------------------- | --------------------- | ------------------------ | ---------------------------- | ----------------------------------- |
| 1.ª etapa ( Andrea Guardini) | Andrea Guardini       | Andrea Guardini          | Jim Songezo                  | Paul Voss                           |
| 2.ª etapa ( Elia Viviani)    | Elia Viviani          | Elia Viviani             | Peter Sagan                  | Alessandro Bazzana                  |
| 3.ª etapa ( Esteban Chaves)  | Esteban Chaves        | Alessandro Bazzana       | Esteban Chaves               | Alessandro Bazzana                  |
| 4.ª etapa ( Elia Viviani)    | Esteban Chaves        | Elia Viviani             | Esteban Chaves               | Alessandro Bazzana                  |
| Final                        | Esteban Chaves        | Elia Viviani             | Esteban Chaves               | Alessandro Bazzana                  |